# Ralph Cudworth
Ralph Cudworth (1617 Aller (Somerset) - 26 de junio de 1688), fue un filósofo inglés, uno de los más destacados exponentes de la escuela del platonismo de Cambridge. El objetivo principal de la filosofía de Cudworth es demostrar la validez de la espiritualidad, lo que lo llevó a confrontarse con el entonces materialismo de Thomas Hobbes. Su principal y única obra filosófica publicada en vida fue su "The True Intellectual System of the Universe" de la cual, solo la primera parte fue acabada.